# Barbara Corcoran
Barbara Ann Corcoran (Edgewater, 10 de março de 1949) é uma empresária, investidora, palestrante, consultora, colunista, escritora e celebridade norte-americana. Fundou o The corcoran Group, uma corretora de imóveis de Nova Iorque, que foi vendida à NRT por US$ 66 milhões em 2001.